# Again (canção de Flyleaf)
"Again" é o oitavo single da banda Flyleaf e o primeiro do álbum Memento Mori. O single foi lançado no dia 25 de agosto de 2009. A canção está disponível para download desde o dia 27 de abril de 2010 no jogo Rock Band 2, para Xbox 360, PlayStation 3 e Wii, além de ser uma faixa jogável nos jogos Guitar Hero: Warriors of Rock e Power Gig: Rise of the SixString.

## Desempenho nas paradas
| Parada musical (2009)      | Melhor Posição |
| -------------------------- | -------------- |
| Modern Rock Tracks         | 3              |
| Rock Songs                 | 12             |
| Hot Mainstream Rock Tracks | 16             |
| Christian Songs            | 26             |